# 小少将 (朝倉義景側室)
小少将（こしょうしょう、? - 天正元年8月26日（1573年9月22日）?）は、戦国時代から安土桃山時代にかけての女性。越前国の戦国大名朝倉義景の側室。

## 生涯
朝倉氏の家臣・斎藤兵部少輔の娘。兄弟に斎藤新三郎がいる。『 朝倉始末記』などの軍記物では「小少将」「小将」「少将」と名前がまちまちであるが、一乗谷朝倉氏遺跡の朝倉義景館外濠から出土された付札木簡には「少将」「少しやう」と書かれていることから、本称は「少将」が正しいと考えられている。また、諏訪館に住んだことから「諏訪殿」とも呼ばれる。
義景の嫡男・阿君丸が永禄11年（1568年）6月25日に死亡（毒殺の疑いがある）した後、側室になったと伝えられる。義景は阿君丸の死後、悲しみの余り政務を省みず、老臣らは政務の停滞と世子のいないことを心配して悲しみを和らげて世継をもうけるために美しい女性が必要だとして小少将を側室にすることを進めたという。
元亀元年（1570年）に愛王丸を生んだ。すると義景は小少将と愛王丸を溺愛し、朝倉家の政務は小少将とその女房らの言うがままになり義景も遊興にふけって政務をさらに省みなくなったという｡『朝倉始末記』では小少将の政治介入が家の滅亡の原因になったとされている。
天正元年（1573年）8月、義景が刀根坂の戦いに敗れ、一乗谷を放棄して大野郡へ落ち延びるとこれに随う。朝倉景鏡の裏切りにより義景が自害した後、愛王丸、高徳院（義景母）とともに捕らえられ、8月26日、織田信長の命を受けた丹羽長秀の手により、南条郡帰りの里付近で殺害された。ただし『越州軍記』には愛王丸、高徳院が害されたと記され、小少将の名がないため、その後の足取りは不明とする見方もある。なお、小少将を指すかは不明ながら、岐阜県御嵩町の願興寺には、義景の妾が寺の別当を頼って落ち延び、その後義景の遺児を出産したという言い伝えがある。

## 関連作品
- 赤神諒『酔象の流儀 朝倉盛衰記』講談社、2018年12月18日。ISBN 978-4-06-514035-2。